# 耶律欲穏
耶律欲穏（やりつ よくおん、生年不詳 - 926年）は、遼（契丹）の軍人。字は轄剌干。契丹突呂不部の人。

## 経歴
欲穏の祖父の耶律台押は、契丹の遙輦氏の治世に北辺拽剌となった。耶律阿保機の祖母（後に簡献皇后と追尊された）が難に遭ったとき、耶律台押は彼女の諸子を庇護した。耶律阿保機は台押の功績を忘れず、台押の孫である欲穏を重用し、近隣の諸部をつかさどらせ、諸族の情勢を探らせた。
耶律阿保機が自衛のために宮分を置くと、欲穏は門客を率いて宮廷護衛の筆頭となった。耶律阿保機の弟の剌葛らの乱が平定されると、功績により奚迭剌部夷離菫とされた。また渤海に対する征戦に従って功績を挙げた。天顕初年に死去した。
欲穏の子孫は遼の宮廷で代々重んじられ、「八房」と称された。

## 伝記資料
- 『遼史』巻73 列伝第3